# Campionato europeo Superstock 1000 2004
Il Campionato Europeo Superstock 1000 del 2004 è la sesta edizione del campionato Europeo della categoria Superstock 1000.
Il campionato  è stato vinto in rimonta dall'italiano Lorenzo Alfonsi su Yamaha YZF-R1 del team Italia Lorenzini by Leoni. Suo principale avversario per tutta la stagione è stato il compagno di squadra Gianluca Vizziello, giunto a 9 punti di distanza.
Dominio Yamaha, che piazza quattro suoi piloti nelle prime quattro posizioni di classifica e vince otto gare sulle nove in calendario. Per quanto concerne i piloti invece, dominio italiano, con i piloti tricolori capaci di vincere tutte le nove gare in calendario.

## Piloti partecipanti
fonte
Tutte le motociclette in competizione sono equipaggiate con pneumatici forniti dalla Pirelli.
| Nº | Pilota                 | Squadra                     | Motocicletta     |
| -- | ---------------------- | --------------------------- | ---------------- |
| 4  | Lorenzo Alfonsi        | Italia Lorenzini by Leoni   | Yamaha YZF-R1    |
| 5  | Riccardo Chiarello     | Suzuki Alstare Corona Extra | Suzuki GSX 1000R |
| 6  | Ho Wan Chow            | DFXtreme Sterilgarda        | Ducati 999S      |
| 7  | Fabrizio De Noni       | MNR Racing                  | Suzuki GSX 1000R |
| 9  | Luca Scassa            | Ormeni Racing               | Kawasaki ZX10    |
| 13 | Howie Mainwaring       | Bill Smith Motors           | Yamaha YZF-R1    |
| 14 | John Laverty           | EMS Racing                  | Suzuki GSX 1000R |
| 15 | Pierrot Vanstaen       | Association Plein Gaz       | Suzuki GSX 1000R |
| 16 | Enrique Rocamora       | Kawasaki Bertocchi          | Kawasaki ZX-10R  |
| 16 | Enrique Rocamora       | MNR Racing                  | Suzuki GSX 1000R |
| 21 | Alex Martínez          | Intermoto CZECH Republic    | Honda CBR1000RR  |
| 22 | Leroy Verboven         | Herman Verboven Racing      | Suzuki GSX 1000R |
| 26 | Tom Van Looy           | Herman Verboven Racing      | Suzuki GSX 1000R |
| 27 | David Gatenby          | Beowulf Racing              | Suzuki GSX 1000R |
| 28 | Sepp Vermonden         | Sepp Racing - Dirk Van Mol  | Suzuki GSX 1000R |
| 29 | Benjie Cockerill       | Beowulf Racing              | Suzuki GSX 1000R |
| 31 | Vittorio Iannuzzo      | Alstare Suzuki Corona Extra | Suzuki GSX 1000R |
| 34 | José Manuel Hurtado R. | MIR Racing                  | Suzuki GSX 1000R |
| 35 | Cristian Dal Corso     | PSG-1 Corse                 | Ducati 999S      |
| 37 | William De Angelis     | ROX Racing                  | Ducati 999S      |
| 41 | Risto Klausen          | Bike World Racing           | Honda CBR1000RR  |
| 44 | Alessandro Brannetti   | FbC Racing - Spamoto        | Aprilia RSV 1000 |
| 45 | Gianluca Vizziello     | Italia Lorenzini by Leoni   | Yamaha YZF-R1    |
| 48 | Gregory Fastre         | Zone Rouge                  | Yamaha YZF-R1    |
| 52 | Alessio Perilli        | DUCCI - I.T. Networks F.R.  | Honda CBR 1000RR |
| 52 | Alessio Perilli        | DUCCI - I.T. Networks F.R.  | Yamaha YZF R1    |
| 53 | Alessandro Polita      | ROX Racing                  | Ducati 999S      |
| 54 | Kenan Sofuoğlu         | Yamaha Motor Germany        | Yamaha YZF-R1    |
| 55 | Massimo Roccoli        | Italia Lorenzini by Leoni   | Yamaha YZF-R1    |
| 57 | Ilario Dionisi         | Celani - Suzuki Italia      | Suzuki GSX 1000R |
| 58 | Tomáš Mikšovský        | Intermoto CZECH Republic    | Honda CBR1000RR  |
| 59 | Niccolò Canepa         | Kawasaki Bertocchi          | Kawasaki ZX-10R  |
| 60 | Barry Burrell          | AKUNA Racing Team           | Honda CBR1000RR  |
| 61 | Richard Cooper         | AKUNA Racing Team           | Honda CBR1000RR  |
| 63 | Bob Withag             | Hartelman Racing            | Yamaha YZF-R1    |
| 69 | Didier Van Keymeulen   | Yamaha Motor Germany        | Yamaha YZF-R1    |
| 72 | Dennis Hobbs           | Beowulf Racing              | Suzuki GSX 1000R |
| 74 | Iván Silva             | Laglisse                    | Yamaha YZF R1    |
| 75 | Ghisbert van Ginhoven  | MTC Sitra                   | Ducati 999S      |
| 76 | Bernat Martínez        | Bernat Marvimoto            | Yamaha YZF R1    |
| 76 | Bernat Martínez        | Bernat Marvimoto            | Suzuki GSX 1000R |
| 77 | Nicolas Saelens        | MTC Sitra                   | Ducati 999S      |
| 78 | Robert de Vries        | CRT Yamaha                  | Yamaha YZF-R1    |
| 79 | Stefano Bianco         | MNR Racing                  | Suzuki GSX 1000R |
| 80 | Roberto Lunadei        | Titano Corse                | Suzuki GSX 1000R |
| 81 | Marc Wildisen          | TKR Racing Team             | Suzuki GSX 1000R |
| 82 | Ben Wilson             | Vivaldi Racing              | Suzuki GSX 1000R |
| 83 | David Fouloi           | Association Plein Gaz       | Suzuki GSX 1000R |
| 85 | Libor Buček            | Bucek Racing                | Honda CBR1000RR  |
| 86 | Ayrton Badovini        | EVR Corse Biassono R.T.     | Ducati 999S      |
| 88 | Jaroslav Černý         | AKUNA Racing Team           | Honda CBR1000RR  |
| 89 | Jiri Kaderabek         | AKUNA Racing Team           | Honda CBR1000RR  |
| 93 | David Butler           | EVR Corse Biassono R.T.     | Ducati 999S      |
| 94 | Yaron Salinger         | IRT Honda Israel            | Honda CBR1000RR  |
| 95 | Jerome Tangre          | Yohann Moto Sport           | Suzuki GSX 1000R |
| 96 | Matěj Smrž             | AKUNA Racing Team           | Honda CBR 1000RR |
| 97 | Tomas Holubec          | AKUNA Racing Team           | Honda CBR1000RR  |
| 99 | José Lombardo          | MIR Racing                  | Suzuki GSX 1000R |

| Legenda            |
| ------------------ |
| Pilota wildcard    |
| Pilota sostitutivo |

## Calendario
| Nº | Data         | Gran Premio | Circuito     | Pole Position        | Vincitore gara     | Leader del campionato | Resoconto |
| -- | ------------ | ----------- | ------------ | -------------------- | ------------------ | --------------------- | --------- |
| 1  | 29 febbraio  | Spagna      | Valencia     | Gianluca Vizziello   | Gianluca Vizziello | Gianluca Vizziello    | Resoconto |
| 2  | 18 aprile    | San Marino  | Misano       | Alessandro Polita    | Lorenzo Alfonsi    | Lorenzo Alfonsi       | Resoconto |
| 3  | 16 maggio    | Italia      | Monza        | Gianluca Vizziello   | Gianluca Vizziello | Gianluca Vizziello    | Resoconto |
| 4  | 30 maggio    | Germania    | Oschersleben | Gianluca Vizziello   | Gianluca Vizziello | Gianluca Vizziello    | Resoconto |
| 5  | 13 giugno    | Regno Unito | Silverstone  | Didier Van Keymeulen | Lorenzo Alfonsi    | Gianluca Vizziello    | Resoconto |
| 6  | 1º agosto    | Europa      | Brands Hatch | Gianluca Vizziello   | Gianluca Vizziello | Gianluca Vizziello    | Resoconto |
| 7  | 5 settembre  | Paesi Bassi | Assen        | Gianluca Vizziello   | Lorenzo Alfonsi    | Gianluca Vizziello    | Resoconto |
| 8  | 26 settembre | Italia      | Imola        | Riccardo Chiarello   | Riccardo Chiarello | Gianluca Vizziello    | Resoconto |
| 9  | 3 ottobre    | Francia     | Magny-Cours  | Lorenzo Alfonsi      | Lorenzo Alfonsi    | Lorenzo Alfonsi       | Resoconto |

## Classifica

### Classifica Piloti[1]
| Pos. | Pilota                 | Moto              |     |     |     |     |     |     |     |     |     | P.ti |
| ---- | ---------------------- | ----------------- | --- | --- | --- | --- | --- | --- | --- | --- | --- | ---- |
| 1    | Lorenzo Alfonsi        | Yamaha            | 2   | 1   | 2   | 7   | 1   | 2   | 1   | 21  | 1   | 169  |
| 2    | Gianluca Vizziello     | Yamaha            | 1   | 2   | 1   | 1   | 2   | 1   | 2   | NP  | NP  | 160  |
| 3    | Kenan Sofuoğlu         | Yamaha            | 6   | 15  | 7   | 3   | 16  | 3   | 3   | 2   | 3   | 104  |
| 4    | Didier Van Keymeulen   | Yamaha            | Rit | 4   | 3   | 2   | Rit | NP  | 5   | 6   | 2   | 90   |
| 5    | Riccardo Chiarello     | Suzuki            | 3   | 23  | Rit | 5   | 4   | 5   | 4   | 1   | Rit | 89   |
| 6    | Ilario Dionisi         | Suzuki            | 18  | Rit | 4   | 8   | 3   | 4   | Rit | 7   | 6   | 69   |
| 7    | Luca Scassa            | Kawasaki          | 7   | 6   | Rit | 16  | 6   | 7   | 10  | 3   | 7   | 69   |
| 8    | John Laverty           | Yamaha            | 13  | 21  | 6   | 10  | Rit | 8   | 9   | 4   | 4   | 60   |
| 9    | Alessandro Polita      | Ducati            | NP  | 3   | Rit | 9   | Rit | 10  | 7   | 8   | 12  | 50   |
| 10   | Enrique Rocamora       | Kawasaki e Suzuki | 5   | 10  | 8   | 6   | Rit | 11  | 6   | SQ  | 17  | 50   |
| 11   | Bernat Martínez        | Yamaha e Suzuki   | Rit | 11  | 5   | 4   | 5   | 9   | Rit |     |     | 47   |
| 12   | Alex Martínez          | Kawasaki          | 14  | 8   | SQ  | Rit | 9   | 6   | 8   | 9   | Rit | 42   |
| 13   | William De Angelis     | Ducati            | 12  | 14  | 9   | 11  | 10  | 14  | 21  | 14  | 15  | 29   |
| 14   | José Manuel Hurtado R. | Suzuki            | 9   | 20  | 13  | Rit | 7   | Rit | 15  | 15  | 9   | 28   |
| 15   | Alessandro Brannetti   | Aprilia           | Rit | 7   | SQ  | Rit | Rit |     | 19  | 10  | 10  | 21   |
| 16   | Tomáš Mikšovský        | Honda             | 15  | 18  | SQ  | 13  | 11  | Rit | 16  | 12  | 8   | 21   |
| 17   | Pierrot Vanstaen       | Suzuki            | 17  | 9   | 10  | Rit | 25  | 13  | 11  |     |     | 21   |
| 18   | Ayrton Badovini        | Ducati            | Rit | Rit | 14  | 12  | 12  | 12  | 12  | 13  | Rit | 21   |
| 19   | Fabrizio De Noni       | Suzuki            | 11  | Rit | 11  | 14  | 15  | 19  | 18  | Rit | 11  | 18   |
| 20   | Iván Silva             | Yamaha            | 4   |     |     |     |     |     |     |     |     | 13   |
| 21   | Vittorio Iannuzzo      | Suzuki            |     |     |     |     |     |     |     | Rit | 5   | 11   |
| 22   | Massimo Roccoli        | Yamaha            |     |     |     |     |     |     |     | 5   |     | 11   |
| 23   | Roberto Lunadei        | Suzuki            |     | 5   | Rit |     |     |     |     |     |     | 11   |
| 24   | Ben Wilson             | Suzuki            |     |     |     |     | 8   |     |     |     |     | 8    |
| 25   | Stefano Bianco         | Suzuki            | 8   |     | 17  | Rit |     |     |     |     |     | 8    |
| 26   | Nicolas Saelens        | Ducati            | 23  | 12  | Rit | 15  | 13  | 16  | Rit |     | 22  | 8    |
| 27   | José Lombardo          | Suzuki            | 10  | 19  | 18  | 20  | 22  | 15  | 26  | 19  | Rit | 7    |
| 28   | Richard Cooper         | Honda             |     |     |     |     |     |     | 20  | 11  | 14  | 7    |
| 29   | Sepp Vermonden         | Suzuki            | 21  | 13  | 12  | 24  | 18  | Rit | 25  | 18  | 18  | 7    |
| 30   | Alessio Perilli        | Honda e Yamaha    | 19  | 26  | Rit | 22  | 14  | 17  | 14  |     |     | 4    |
| 31   | David Fouloi           | Suzuki            |     |     |     |     |     |     |     |     | 13  | 3    |
| 32   | Bob Withag             | Yamaha            |     |     |     |     |     |     | 13  |     |     | 3    |
| 33   | Robert de Vries        | Yamaha            | NP  | NQ  | 15  | 23  | 23  | 22  | 23  | SQ  | 21  | 1    |
| Pos. | Pilota                 | Moto              |     |     |     |     |     |     |     |     |     | P.ti |

| Legenda | 1º posto        | 2º posto            | 3º posto           | A punti      | Senza punti        | Grassetto – Pole position Corsivo – Giro più veloce |
| Legenda | Gara non valida | Non qual./Non part. | Ritirato/Non class | Squalificato | '-' Dato non disp. | Grassetto – Pole position Corsivo – Giro più veloce |

### Sistema di punteggio
| Pos.  | 1  | 2  | 3  | 4  | 5  | 6  | 7 | 8 | 9 | 10 | 11 | 12 | 13 | 14 | 15 | 16> |
| Punti | 25 | 20 | 16 | 13 | 11 | 10 | 9 | 8 | 7 | 6  | 5  | 4  | 3  | 2  | 1  | 0   |